# Isodontia alvarengai
Isodontia alvarengai là một loài côn trùng cánh màng trong họ Sphecidae, thuộc chi Isodontia. Loài này được Fritz miêu tả khoa học đầu tiên năm 1983.